# Theo van Duivenbode
Theo van Duivenbode (Amsterdam, 1 november 1943) is een Nederlandse oud-voetballer.
Hij werd als linksback een van de bouwstenen van het eerste Ajax van Rinus Michels. Nadat in 1969 de finale tegen AC Milan met 4-1 was verloren vertrok hij naar Feijenoord, waar hij sportieve revanche haalde door in de eerstvolgende Feijenoord - Ajax het enige doelpunt te scoren en met Feijenoord de Europacup I-finale tegen Celtic te winnen. In 1970 won hij met Feyenoord ook de wereldbeker voor clubteams.
In 2012 werd hij lid van de raad van commissarissen van Ajax. Eind augustus 2017 trok hij zich uit onvrede over het beleid terug.

## Erelijst

### Als speler
| Competitie                 |        |                           |      |      |
| Competitie                 | Aantal | Jaren                     |      |      |
| Ajax                       | Ajax   | Ajax                      | Ajax | Ajax |
| -------------------------- | ------ | ------------------------- | ---- | ---- |
| Eredivisie                 | 3x     | 1965/66, 1966/67, 1967/68 |      |      |
| KNVB beker                 | 1x     | 1966/67                   |      |      |
| Feyenoord                  |        |                           |      |      |
| Mondiaal                   |        |                           |      |      |
| Wereldbeker voor clubteams | 1x     | 1970                      |      |      |
| Internationaal             |        |                           |      |      |
| Europacup I                | 1x     | 1969/70                   |      |      |
| Intertoto Cup              | 1x     | 1973                      |      |      |
| Nationaal                  |        |                           |      |      |
| Eredivisie                 | 1x     | 1970/71                   |      |      |